# PRIDE 11
PRIDE 11: Battle of the Rising Sun fue un evento de artes marciales mixtas producido por PRIDE Fighting Championships, celebrado el 31 de octubre de 2000 en el Osaka-jō Hall de Osaka.